# 猫头鹰区
猫头鹰区（Civetta）位于田野广场以北。
传统上，该区居民从事鞋匠职业。
该区标志为猫头鹰在树枝上。其格言为：“我在夜间看见”（"Vedo nella Notte"）。
区旗为红色和黑色，周围镶白边。
该区曾被视为老祖母（nonna），因30多年未曾赢得赛马节。但是已经在2009年8月洗刷了这一耻辱。